# Gloiothele humilis
Gloiothele humilis är en svampart som först beskrevs av Boidin, och fick sitt nu gällande namn av Boidin, Lanq. & Gilles 1997. Gloiothele humilis ingår i släktet Gloiothele och familjen Peniophoraceae.   Inga underarter finns listade i Catalogue of Life.